# Brigitte Fossey
Brigitte Fossey (Tourcoing, 15 de junio de 1946), es una actriz francesa de cine, teatro y televisión. Durante los años setenta y ochenta, fe considerada una de las mejores actrices del cine francés.

## Trayectoria
Su carrera comenzó cuando sólo tenía cinco años, con el papel de Paulette en la película Juegos prohibidos dirigida por René Clément.
De adulta, Fossey actuó tanto en teatro como en cine, trabajando con directores franceses como François Truffaut y Bertrand Blier. Con fluidez en inglés, Fossey ha aparecido en varias películas de Hollywood, incluido un papel de 1979 como la esposa de Paul Newman en la película dirigida por Robert Altman, Quintet.
En 1982, fue miembro del jurado en el Festival de Cine de Berlín.

## Vida privada
Estuvo casada con el cineasta Jean-François Adam. De esta unión nació la actriz Marie Adam.
Ahora vive en París con su nuevo marido, el cirujano dentista Yves Samama.

## Filmografía parcial
Cine
- 1974: Les valseuses
- 1977: Les Enfants du Placard
- 1978: La celda de cristal
- 1980: La Boum
- 1982: La Boum 2
- 1988: Cinema Paradiso

Doblaje
- 1972: El Padrino de Francis Ford Coppola: Kay Adams (Diane Keaton)
- 1974: El gran Gatsby: Daisy Buchanan (Mia Farrow)

## Reconocimientos
- 1977: Nominada en los Premios César a la mejor actriz de reparto por Le bon et les méchants
- 1978: Nominada en los Premios César a la mejor actriz por Les Enfants du cartel